# Thomas & Mack Center
El Thomas & Mack Center es un pabellón deportivo localizado en Las Vegas, Nevada. En él disputa sus partidos el equipo de baloncesto de la Universidad de Nevada, Las Vegas (UNLV) desde 1983, año de apertura del pabellón, y alberga las Finales Nacionales de Rodeo anualmente. 

## Historia
El pabellón también sirvió como casa de Las Vegas Thunder de la ya desaparecida International Hockey League, además de albergar numerosos eventos como conciertos, convenciones y peleas de boxeo y artes marciales mixtas.
La capacidad del Thomas & Mack Center es de 18 776 para el baloncesto y de 19 522 para eventos. El complejo lleva este nombre debido a dos prominentes banqueros de Nevada, E. Parry Thomas y Jerome Mack.
En 2001, un pequeño pabellón, el Cox Pavilion, fue añadido al complejo; las dos canchas están directamente conectadas. El Cox Pavilion es usado para eventos menores, además de albergar los partidos de los equipos femeninos de baloncesto y voleibol de UNLV Rebels.
En el Thomas & Mack Center jugaban sus partidos como locales Las Vegas Sting y Las Vegas Gladiators, de la AFL, hasta 1995 y 2006 respectivamente. En 2005 y 2006, el pabellón albergó el ArenaBowl. En 2007, lo hizo con el All-Star Game de la NBA, convirtiéndose en el primer pabellón en ser elegido sede del evento sin que ninguna franquicia de la liga tenga ciudad allí.
Este pabellón sirvió también como cancha alternativa de Utah Jazz a mediados de los 80, y fue aquí donde Kareem Abdul-Jabbar superó a Wilt Chamberlain en la clasificación histórica de puntos en 1984. Los torneos de baloncesto masculino de la Big West Conference (1995), Western Athletic Conference (1999) y Mountain West Conference (2003) se albergaron en este complejo deportivo.
En el Thomas & Mack Center se realizaron peleas de boxeo con figuras tales como Julio César Chávez, Héctor Camacho, George Foreman, Evander Holyfield, Lennox Lewis, Óscar de la Hoya, Manny Pacquiao, Floyd Mayweather Jr., Juan Manuel Márquez y Sergio Martínez. También albergo los combates de artes marciales mixtas UFC 43 en 2003, Pride 32 en 2006 y Pride 33 en 2007.
El Campeonato FIBA Américas de 2007 se disputó en el Thomas & Mack Center entre el 22 de agosto y el 2 de septiembre.
En marzo de 2004, Mijaíl Gorbachov dio una conferencia hablando sobre sus puntos de vista del mundo actual.